# هيلاريا بالدوين

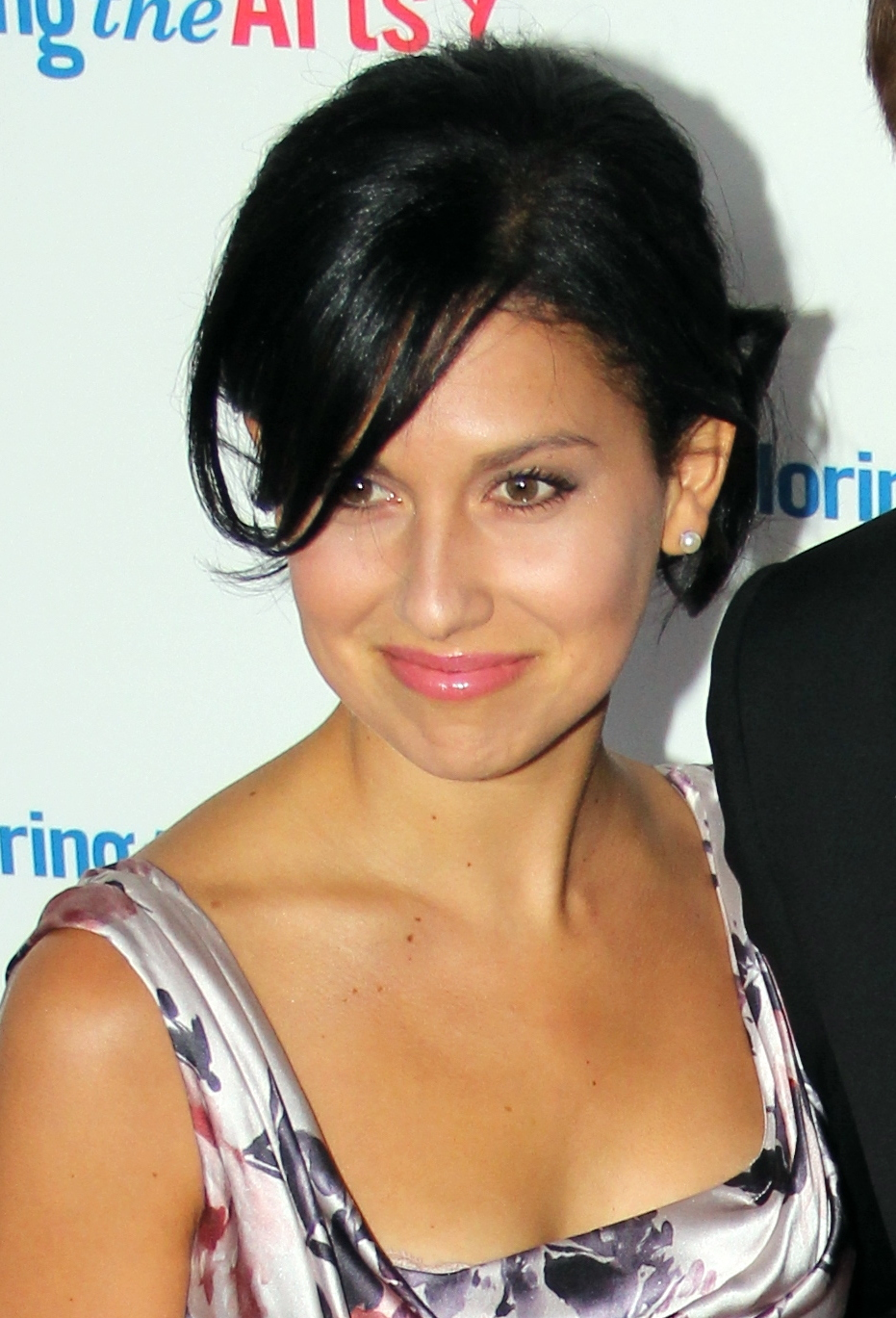

هيلاريا بالدوين (ولدت هيلاري هايوارد توماس ، 1984)  هي كاتبة بودكاست أمريكية ، ومؤلفة ، ومدربة يوجا.  هي أحد أفراد عائلة بالدوين ، وتزوجت من أليك بالدوين في عام 2012. بالدوين هو شريك في ملكية سلسلة من استوديوهات اليوغا تسمى يوغا فيدا في نيويورك. أصدرت قرص دي في دي للتمارين الرياضية وكتابًا يركز على العافية. في ديسمبر 2020 ، واجهت مزاعم بأنها زورت اللهجة الإسبانية  وخدعت الناس بشأن جنسيتها.